# Final da Taça dos Clubes Campeões Europeus de 1962-63
A Final da Taça dos Clubes Campeões Europeus de 1962-63, foi uma partida de futebol entre o Milan e o Benfica, realizada no Estádio de Wembley em Londres, em 22 de Maio de 1963. O Milan venceu o jogo por 2 a 1, conquistando a Taça dos Campeões Europeus pela primeira vez.

## Caminho para a final
| Milan            | Milan | Milan   | Milan   | Fase             | Benfica     | Benfica   | Benfica   | Benfica   |
| ---------------- | ----- | ------- | ------- | ---------------- | ----------- | --------- | --------- | --------- |
| Oponente         | Total | 1º jogo | 2º jogo |                  | Oponente    | Total     | 1º jogo   | 2º jogo   |
| Union Luxembourg | 14–0  | 8–0 (C) | 6–0 (F) | Primeira fase    | Não jogou   | Não jogou | Não jogou | Não jogou |
| Ipswich Town     | 4–2   | 3–0 (C) | 1–2 (F) | Segunda fase     | Norrköping  | 6–2       | 1–1 (F)   | 5–1 (C)   |
| Galatasaray      | 8–1   | 3–1 (F) | 5–0 (C) | Quartas de final | Dukla Praga | 2–1       | 2–1 (C)   | 0–0 (F)   |
| Dundee           | 5–2   | 5–1 (C) | 0–1 (F) | Semifinal        | Feyenoord   | 3–1       | 0–0 (F)   | 3–1 (C)   |

## O Jogo

### Detalhes
| 22 de Maio de 1963 | Milan             | 2 – 1 | Benfica     | Wembley Stadium, Londres                |
|                    | Altafini 58', 69' |       | Eusébio 19' | Público: 45,715 Árbitro: Arthur Holland |

| Milan | Benfica |

| GL          | 1  | Giorgio Ghezzi      |
| D           | 2  | Mario David         |
| D           | 3  | Mario Trebbi        |
| D           | 5  | Cesare Maldini (c)  |
| MD          | 4  | Víctor Benítez      |
| MD          | 6  | Giovanni Trapattoni |
| ME          | 7  | Gino Pivatelli      |
| MC          | 8  | Dino Sani           |
| MC          | 10 | Gianni Rivera       |
| MD          | 11 | Bruno Mora          |
| ATA         | 9  | José Altafini       |
| Manager:    |    |                     |
| Nereo Rocco |    |                     |

| GK             | 1  | Costa Pereira      |
| RB             | 2  | Domiciano Cavém    |
| CH             | 3  | Raúl Machado       |
| LB             | 4  | Fernando Cruz      |
| RH             | 5  | Humberto Fernandes |
| LH             | 6  | Mário Coluna (c)   |
| OR             | 7  | José Augusto       |
| IR             | 8  | Joaquim Santana    |
| CF             | 9  | José Torres        |
| IL             | 10 | Eusébio            |
| OL             | 11 | António Simões     |
| Manager:       |    |                    |
| Fernando Riera |    |                    |